# Marshaller

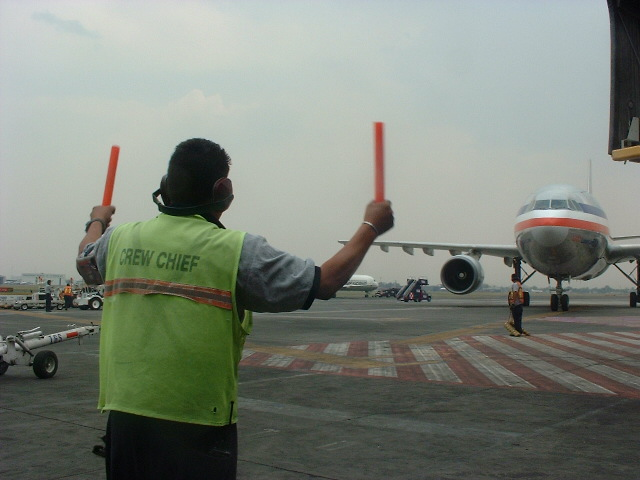
Marshaller

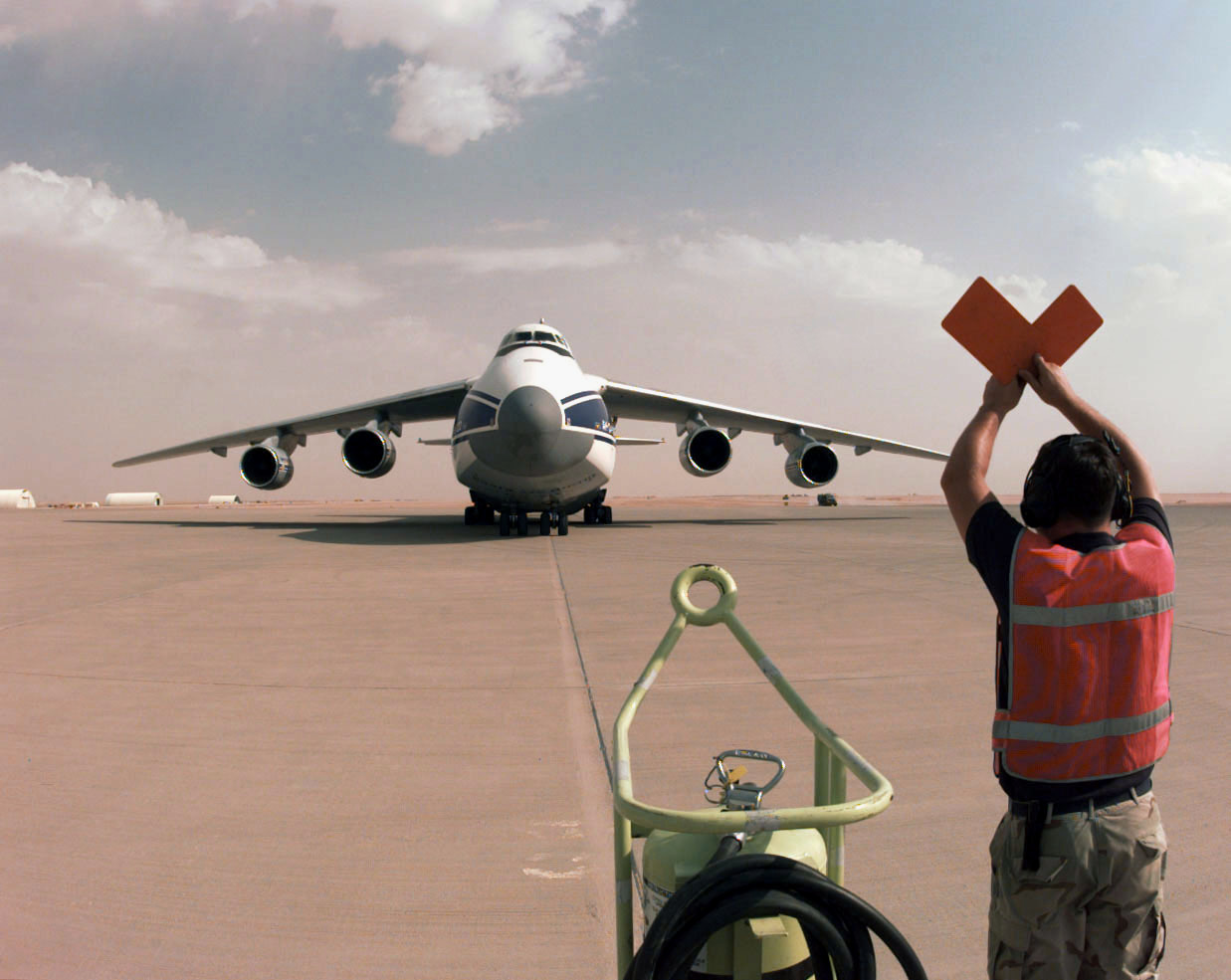
Marshaller, der eine AN-124-100 einweist

Ein Marshaller (vollständig: Flight Line Marshaller (FLM); deutsch: Einwinker) ist ein Boden-Lotse an Flughäfen. Der räumliche Arbeitsbereich eines Flight Line Marshallers umfasst das gesamte Vorfeld, einschließlich der Taxiways eines Flughafens, also der Wege von und zu den Runways (Start- und Landebahnen), nicht aber diese selbst.

## Aufgaben
Flugzeuge parken auf Flughäfen an bestimmten, gekennzeichneten Parkpositionen (engl. parking spots), um eine reibungslose Be- und Entladung sowie einen unproblematischen Passagierverkehr zu ermöglichen. Piloten, die aus der ganzen Welt einfliegen, wissen möglicherweise trotz Flugvorbereitung nicht, wo exakt gerollt und geparkt werden muss. Um den Gesamtflugbetrieb nicht zu stören, weist daher der Marshaller dem Piloten direkt den Weg. Dies verhindert Irrtümer und Unfälle.
Ein Marshaller ist nicht nur zuständig für die Dislozierung der ihm von der Flughafenaufsicht zugewiesenen Flugzeuge auf dem Vorfeld und deren Fixierung an der endgültigen Parkposition, sondern auch für den reibungslosen Service-Ablauf an der Parkposition (insb. Positionierung der verschiedenen Vorfeldfahrzeuge zwecks Catering, Betankung, Be- und Entladung etc.). Zudem obliegen ihm allgemeine Sicherheitsaufgaben auf dem Vorfeld.

### Europäische Union

#### Rechtliche Grundlage
In der Europäischen Union wurde für die Standardisierung der Aufgaben des Marshaller unter anderem die Durchführungsverordnung (EU) Nr. 923/2012 (kurz englisch Standardised European Rules of the Air, SERA) von der Europäischen Kommission erlassen.

#### Aufgaben innerhalb der Europäischen Union
Gemäß Kapitel 3 der SERA-Verordnung (Signale und Zeichen, SERA.3301, Allgemeines),
1. hat die Besatzung des Luftfahrzeugs die Signale und Zeichen des Marshaller zu beachten,
2. dürfen nur die Signale und Zeichen nach der SERA-Verordnung (Anlage 1) verwendet werden, haben die dort angegebene Bedeutung und wenn sie verwendet werden, dürfen sie nur für den angegebenen Zweck verwendet werden. Es dürfen keine anderen Signale und Zeichen verwendet werden, die mit ihnen verwechselt werden könnten,
3. ist ein Marshaller dafür verantwortlich, dass den Luftfahrzeugen in klarer und präziser Weise standardisierte Einwinksignale unter Verwendung der in Anlage 1 der SA-Verordnung angeführten Signale und Zeichen gegeben werden,
4. dürfen nur gemäß den einschlägigen Unions- oder nationalen Rechtsvorschriften ausgebildete, qualifizierte und zugelassene Personen als Marshaller tätig sein,
5. hat der Marshaller eine auffällige fluoreszierende Weste zu tragen, die es der Flugbesatzung ermöglicht, ihn als die für das Einwinken verantwortliche Person zu erkennen,
6. hat das für die Zeichengabe zuständige Bodenpersonal zwischen Sonnenaufgang und Sonnenuntergang Tageslicht-Fluoreszenzstäbe, Signalkellen oder Handschuhe zu verwenden. Nachts oder bei geringer Sicht sind Leuchtstäbe zu verwenden.

## Merkmale eines Marshallers
Die Bekleidung der Marshaller besteht auch international meistens aus einem Overall mit einer Weste in den Warnfarben gelb oder orange aus reflektierendem Material. Nachts sind sogenannte Flashlights (Warn-Blitzlichter) auf dem Helm vorgeschrieben. Weiter ist es für Marshaller Pflicht, bei laufenden Flugzeugmotoren einen Gehörschutz zu tragen. Das Lotsenfahrzeug, mit dem der Marshaller auf dem Vorfeld größere Strecken zurücklegt oder vor Flugzeugen her fährt, nennt sich Follow-me-Car (dt.: Folge-mir-Auto).

## Kommunikation

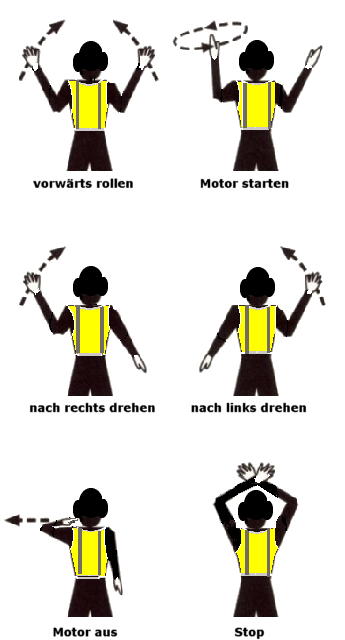
Schematische Darstellung von Handsignalen eines Marshallers

### Zeichengebung des Marshallers an die Piloten
Für den Kontakt zur Flughafenaufsicht werden Funkgeräte benutzt. Eine verbale Kommunikation zwischen Marshaller und Pilot ist dagegen gewöhnlich nicht möglich. Daher muss die Verständigung mit den Piloten durch standardisierte Handzeichen erfolgen. Eine Auswahl der möglichen Handzeichen ist in der nebenstehenden Grafik dargestellt. Auf vielen Flughäfen werden zudem die Handbewegungen mit zwei leuchtenden Stäben oder roten Kellen, die der Marshaller in den Händen hält, unterstrichen. Bei der Einweisung auf die endgültige Parkposition steht der Marshaller vor der Endposition des Flugzeugs so, dass er Sichtkontakt mit dem Piloten hat.

### Zeichen der Piloten an den Marshaller
Es können auch in umgekehrter Richtung, vom Piloten zum Marshaller, Zeichen notwendig werden.
Da der Pilot sitzt, werden von ihm Zeichen mit Armen und Händen gegeben. Die Zeichen müssen für den Marshaller klar erkennbar sein. Es kann notwendig sein, bei der Zeichengebung eine Lichtquelle zur Hilfe zu nehmen.
Es können beispielsweise vom Piloten folgende Zeichen gegeben werden:
Bremsen sind angezogen
Der rechte oder linke Arm wird waagerecht vor dem Gesicht gehalten. Die Finger der Hand sind ausgestreckt und werden zur Faust geschlossen.
Bremsen sind gelöst
Der rechte oder linke Arm wird waagerecht vor dem Gesicht gehalten. Die Hand ist zur Faust geschlossen und wird geöffnet.
Bremsklötze vorlegen
Die Arme werden seitlich ausgestreckt und mit den Handflächen nach außen vor dem Gesicht gekreuzt.
Bremsklötze entfernen
Die Arme werden vor dem Gesicht gekreuzt und mit den Handflächen nach außen seitlich ausgestreckt.
Fertig zum Anlassen der Triebwerke
Die Anzahl der ausgestreckten Finger einer Hand gibt die entsprechende Nummer des anzulassenden Triebwerks an.
Siehe auch: Einwinkzeichen.